# フェルドウスィー

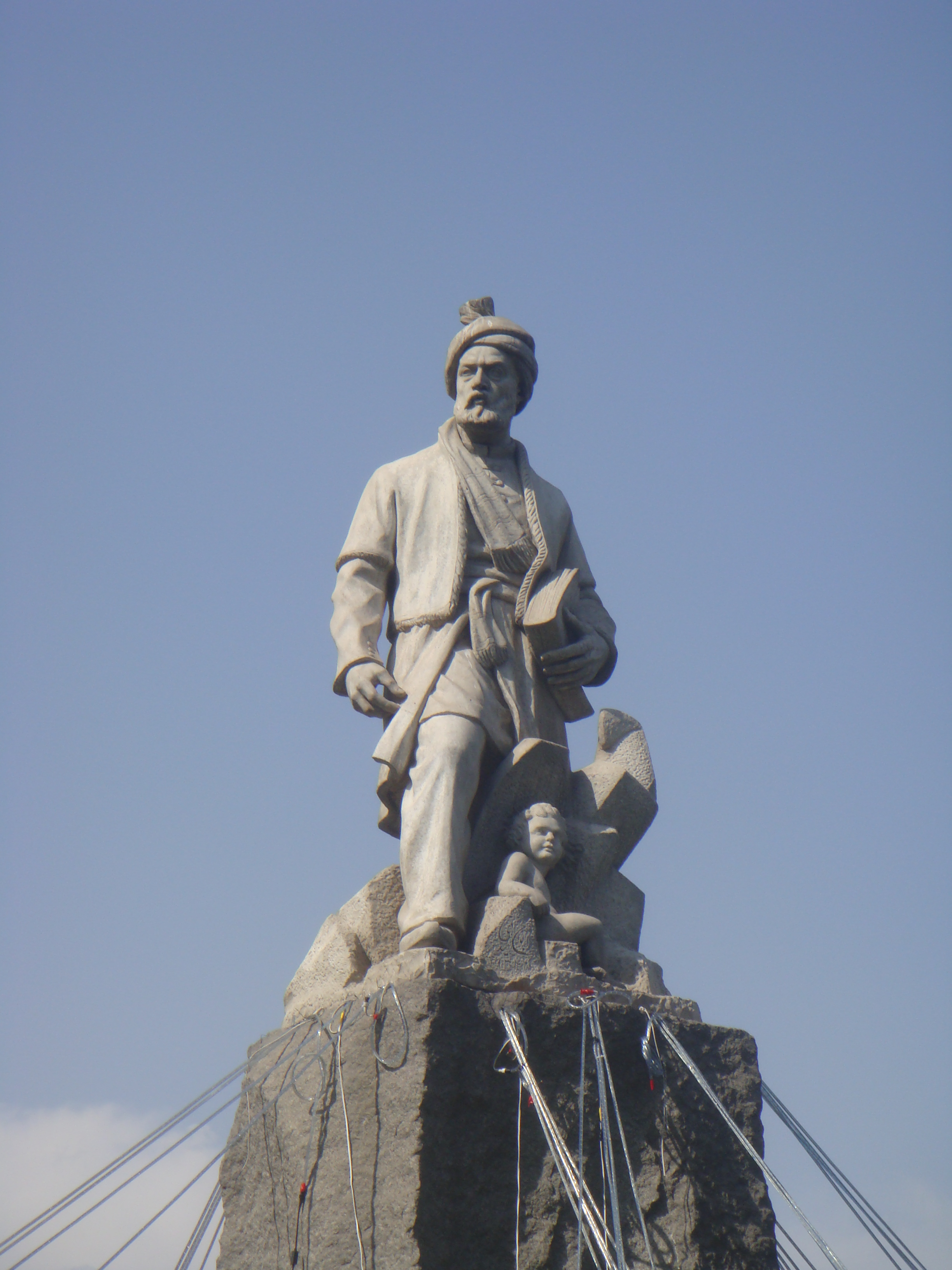
フェルドウスィー

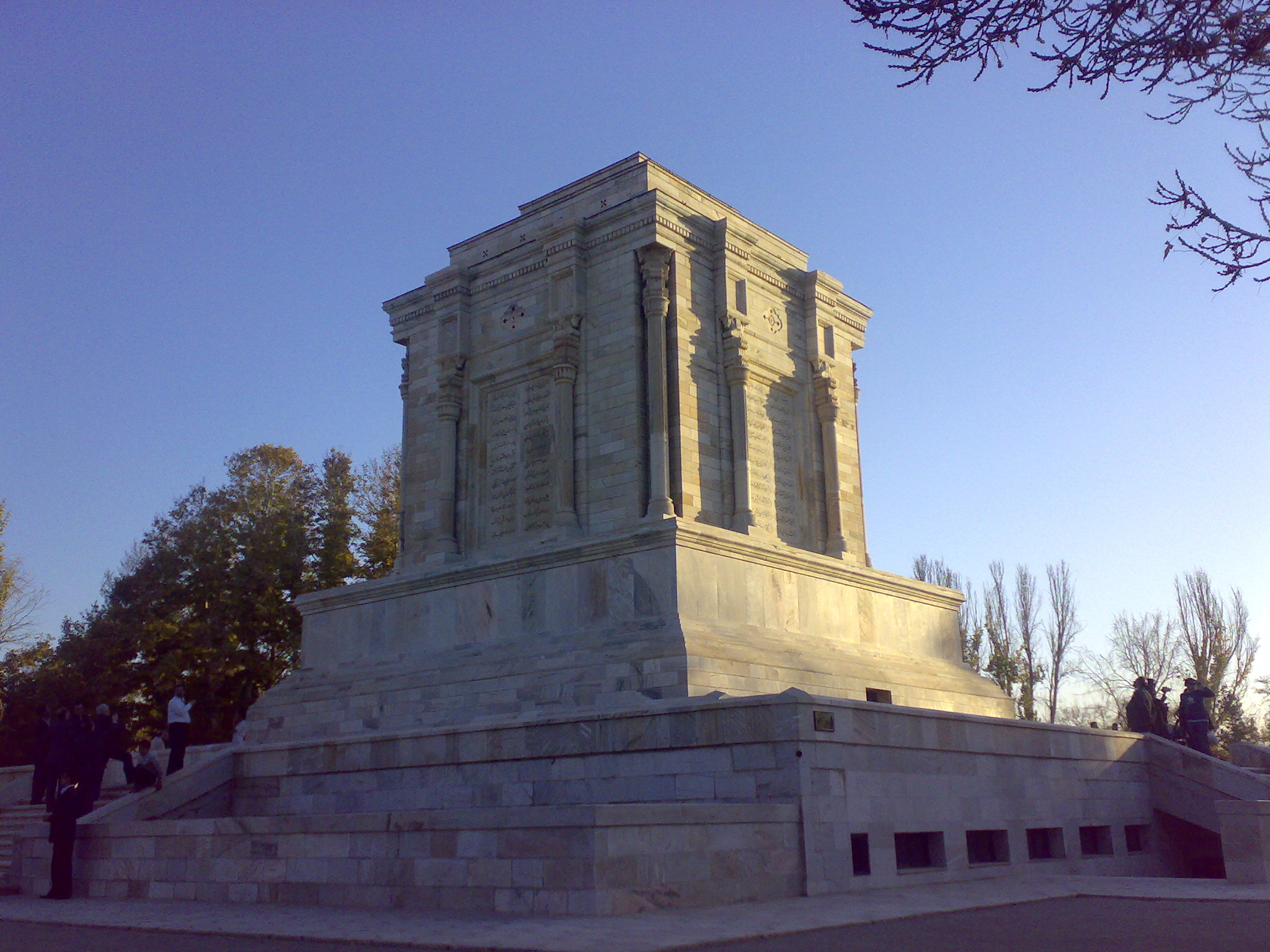
フェルドウスィーの墓

フェルドウスィー（ペルシャ語: فردوسی, Ferdowsī/Firdawsī、 حکیم ابوالقاسم منصور ابن حسن فردوسى طوسى Hakīm Abū al-Qāsim Manṣūr ibn Ḥasan Firdawsī Ṭūsī 、934年 - 1025年）は、サーマーン朝およびガズナ朝時代に活躍したペルシャ詩人である。

## 経歴
イランのホラーサーン中部トゥースの地主階層（デフカーン）の出身で、12世紀初期の『4つの講話』 (Chahar Maghaleh) の作者ニザーミー・アルーズィーによれば、トゥース近郊のタバラーン地区のバージュという大村で生まれたという。土地からの収益だけで不自由なく暮らせるほど大変に裕福であったと伝えられる。正則アラビア語および古典的な近世ペルシャ語風に読んで「フィルダウスィー」 (Firdawsī) と呼ばれることもある。
ペルシャ歴代の王や英雄を詠った叙事詩『シャー・ナーメ』（王の書）がその代表作で、30年以上の歳月を費やして約6万対句（バイト）の大作としてヒジュラ暦400年（西暦1009年、1010年）に完成した。アラブ帝国に征服されたペルシャ民族の精神を高揚させるため、作ったという。ガズナ朝の君主スルターン・マフムードに献呈したが、その努力を評価されず失意のうちに郷里で没し、タバラーン市街のフェルドウスィー所有の庭園に埋葬されたという。
なお、「フェルドウス」 (Ferdows) とは古代ペルシャ語に起源する「パラダイス」の中世ペルシャ語および近世ペルシャ語形で、パラダイス同様「楽園・天国」の意味である。

## 日本語訳
- 『王書（シャー・ナーメ）　ペルシア英雄叙事詩』 黒柳恒男訳、平凡社東洋文庫、1969年。ISBN 978-4582801507
- 『王書（シヤー・ナーメ）　ソホラーブ物語』、黒柳恒男訳注、大学書林、1987年。語学教本
- 『王書　古代ペルシアの神話・伝説』 岡田恵美子訳、岩波文庫、1999年。ISBN 978-4003278611
- 『ペルシアの四つの物語』 岡田恵美子編訳、平凡社、2004年。「王書」の抜粋版。他はニザーミーの物語